# Козліченність
Підмножина Y множини X називається козліченною, якщо її доповнення до X є не більш ніж зліченною множиною. Таким чином, Y містить всі елементи X крім не більше ніж зліченної кількості. Наприклад, раціональні числа є зліченною підмножиною дійсних чисел, тому ірраціональні числа є козліченною підмножиною дійсних. Якщо доповнення є скінченним, тоді Y називають коскінченною підмножиною.

## σ-алгебри
Множина всіх підмножин X які є не більш ніж зліченними або козліченними утворює σ-алгебру, тобто є замкненою відносно операцій зліченного об'єднання, зліченного перетину та доповнення. Це найменша σ-алгебра що містить одноелементні множини.

## Топологія
Козліченна топологія на довільній множині X складається з порожньої множини та козліченних підмножин X.